# Flora Rossica (книга Палласа)
«Flora rossica», или «Флора России» (полное название лат. Flora rossica seu Stirpium imperii rossici per Europam et Asiam indigenarum descriptiones et icones) — собрание свода российских растений, составленное Петером Симоном Палласом. В планах это издание должно было охватить все растения, встречающиеся в Российской империи, однако вышло лишь два выпуска, в 1784 и 1788 годах (том I, часть I и том I, часть II).
Стандартное обозначение названия книги при использовании в номенклатурных цитатах — Fl. Ross. (Pallas).

## Общие сведения
Научный труд «Флора России» (лат. «Flora Rossica») был создан учёным-естествоиспытателем, академиком Петербургской и Берлинской академий наук, профессором «натуральной истории» Петером Симоном Палласом (1741—1810). Уникальное собрание свода российских растений вышло в свет во времена правления просвещённой императрицы Екатерины II в двух выпусках, в 1784 и 1788 годах.
Многофункциональный справочник до настоящего времени не утратил своей ценности для людей науки, профессионально занимающихся ботаникой и биологией.

## Содержание
Во «Флоре России» комплексно представлены экологические условия произрастания отдельных видов растений, зональность их распространения, особенности фауны. Справочник содержит две описательных части свода российских растений на латинском языке, составляющих единый том, и сто иллюстраций к ним.

## Оформление
Иллюстративный материал «Флоры России» исполнен самыми известными гравёрами XVIII века. Все гравюры раскрашены вручную. Иллюстрации были созданы в годы расцвета ботанического рисунка.
Названия растений даны на русском и латинском языках.

## Переиздание
В 2007 году предпринято факсимильное переиздание двухтомной «Флоры России» в переплёте из натуральной кожи с сохранением оригинального формата и высокого качества изображений.